# Özlem Becerek
Özlem Becerek (* 22. April 2002 in Uşak) ist eine türkische Leichtathletin, die sich auf den Diskuswurf spezialisiert hat.

## Sportliche Laufbahn
Erste Erfahrungen bei internationalen Meisterschaften sammelte Özlem Becerek beim Europäischen Olympischen Jugendfestival (EYOF) 2017 in Győr, bei dem sie mit einer Weite von 45,05 m den vierten Platz belegte. Im Jahr darauf gewann sie bei den U18-Europameisterschaften ebendort mit 51,93 m die Bronzemedaille und nahm anschließend an den Olympischen Jugendspielen in Buenos Aires teil und gewann auch dort die Bronzemedaille. 2019 gewann sie bei den U20-Europameisterschaften in Borås mit 54,17 m die Silbermedaille und kurz darauf sicherte sie sich beim EYOF in Baku mit 53,43 m die Bronzemedaille. Daraufhin siegte sie bei den Balkan-Meisterschaften in Prawez mit 57,47 m. Im Jahr darauf verteidigte sie bei den Balkan-Meisterschaften in Cluj-Napoca mit 53,41 m ihren Titel und 2021 gewann sie bei den Balkan-Meisterschaften in Smederevo mit einem Wurf auf 54,54 m die Bronzemedaille. Anschließend belegte sie bei den U20-Europameisterschaften in Tallinn mit 52,63 m den vierten Platz. Im Jahr darauf sicherte sie sich bei den Mittelmeerspielen in Oran mit neuer Bestleistung von 61,96 m die Bronzemedaille hinter der Kroatin Marija Tolj und Liliana Cá aus Portugal. Im August siegte sie mit 54,91 m bei den Islamic Solidarity Games in Konya und schied daraufhin bei den Europameisterschaften in München mit 56,01 m in der Qualifikationsrunde aus. 2023 gewann sie bei den U23-Europameisterschaften in Espoo mit 55,48 m die Silbermedaille hinter der Niederländerin Alida van Daalen und kurz darauf siegte sie mit 57,67 m bei den Balkan-Meisterschaften in Kraljevo. Daraufhin belegte sie bei den World University Games in Chengdu mit 56,51 m den siebten Platz. Im Jahr darauf gewann sie bei den Balkan-Meisterschaften in Izmir mit 57,80 m die Bronzemedaille hinter der Kroatin Marija Tolj und Alexandra Emilianov aus der Republik Moldau. Kurz darauf verpasste sie bei den Europameisterschaften in Rom mit 55,73 m den Finaleinzug.
2025 wurde sie bei der 2. Liga der Team-Europameisterschaft in Maribor mit 56,59 m Dritte hinter der Kroatin Sandra Elkasević und Lisa Brix Pedersen aus Dänemark. Anschließend siegte sie mit 61,15 m bei den World University Games in Bochum und gewann wenige Tage darauf bei den Balkan-Meisterschaften in Volos mit 56,99 m die Bronzemedaille hinter der Moldauerin Alexandra Emilianov und Marija Tolj aus Kroatien.
In den Jahren von 2020 bis 2023 wurde Becerek türkische Meisterin im Diskuswurf.